# Закон України «Про поховання та похоронну справу»
Закон України «Про поховання та похоронну справу» — нормативно-правовий акт, Закон України, що визначає загальні правові засади здійснення в Україні діяльності з поховання померлих. Ухвалений Верховною Радою України 10 липня 2003 року (закон № 1102-IV); набрав чинності 1 січня 2004 року.
Цей Закон регулює відносини, що виникають після смерті або загибелі особи, щодо проведення процедури поховання, а також встановлює гарантії належного ставлення до тіла (останків або праху) померлого та збереження місця поховання.

## Зміст
Закон України «Про поховання та похоронну справу» містить такі розділи:
- I. Загальні положення.
- II. Організація поховання та похоронна справа.
- III. Організація місць поховань.
- IV. Відповідальність за порушення законодавства про поховання померлих.
- V Міжнародне співробітництво в галузі поховання.
- VI. Прикінцеві положення.

## Історія
Проєкт Закону про похоронну справу зареєстрований 22 травня 2002 на першій сесії Верховної Ради IV скликання. Ініціатор законопроєкту — Кабінет Міністрів України (прем'єр-міністр Анатолій Кінах).
20 грудня 2002 року зроблений висновок Головного науково-експертного управління, 10 червня 2003 року законопроєкт схвалений Комітетом з питань будівництва, транспорту, житлово-комунального господарства і зв'язку. 10 липня 2003 року текст прийнятий Верховною Радою України як Закон України № 1102-IV «Про поховання та похоронну справу», 29 липня 2003 — підписаний Головою Верховної Ради Володимиром Литвином та направлений на підпис Президенту України. 12 серпня 2003 року Закон підписаний президентом Леонідом Кучмою.